# RBMK
Ein RBMK (russisch Реактор Большой Мощности Канальный, transkribiert Reaktor Bolschoi Moschtschnosti Kanalny, zu Deutsch etwa Hochleistungs-Reaktor mit Kanälen) ist ein graphitmoderierter wassergekühlter Siedewasser-Druckröhrenreaktor sowjetischer Bauart.
Der Reaktortyp wurde durch die Katastrophe von Tschernobyl, die sich mit einem Reaktor des Typs RBMK-1000 ereignete, weltweit bekannt. Insgesamt sollten 26 dieser Reaktoren gebaut werden, von denen neun aber nicht fertiggestellt wurden. Von den 17 in Betrieb genommenen RBMK-Reaktoren sind 7 noch in Betrieb (Stand: Februar 2024). Nach dem Unfall von Tschernobyl wurden Verbesserungen der Sicherheit vorgenommen. Der letzte RBMK soll 2034 stillgelegt werden.

## Geschichte
Der Reaktortyp RBMK wurde Mitte der 1960er Jahre in der Sowjetunion unter Federführung des Akademiemitgliedes Nikolai Antonowitsch Dolleschal entwickelt. Die Entwicklung fand am Kurtschatow-Institut statt. Dabei konnte man auf Erfahrungen mit den ersten sowjetischen Kernkraftwerken Obninsk und Belojarsk zurückgreifen. Ziel war es, in relativ kurzer Zeit und ohne größere Investitionen in die Entwicklung neuer Technologien eine größere Anzahl von Leistungsreaktoren zu errichten. Der erste RBMK-Reaktor war Block 1 des Kernkraftwerks Leningrad, der 1973 in Betrieb ging.
Die größten Reaktoren dieses Typs, die RBMK-1500, stehen im mittlerweile stillgelegten litauischen Kernkraftwerk Ignalina nahe Visaginas. Die zwei Blöcke, die 1984 und 1987 in den kommerziellen Betrieb gingen, waren die größten jemals in der Sowjetunion gebauten Reaktoren. Was die elektrische Leistung betrifft, wurde der RBMK-1500 erst 2018 vom EPR übertroffen, der in der Volksrepublik China in Betrieb ging. Hinsichtlich der thermischen Leistung bleibt der RBMK-1500 Rekordhalter.

## Aufbau

Vereinfachte Schnittdarstellung des RBMK

Beim RBMK handelt es sich um einen graphitmoderierten Siedewasser-Druckröhrenreaktor. Anstelle eines Reaktordruckbehälters enthält er zahlreiche Druckröhren mit einem Durchmesser von 8 cm, in denen sich die Brennelemente befinden. Die Kettenreaktion im Reaktor wird durch Steuerstäbe kontrolliert. Die durch die Kernspaltung entstehende Wärme wird durch Wasser und dessen Verdampfung aufgenommen. Der so entstandene Sattdampf wird durch Dampfabscheider geleitet, um noch flüssiges Wasser in den Reaktor zurückzuführen, und dann in Dampfturbinen genutzt, die Generatoren antreiben und so elektrischen Strom bereitstellen.
Damit die Wärmeübertragung innerhalb des Reaktors zwischen den Graphitblöcken verbessert wird, zirkuliert ein Gasgemisch aus Helium und Stickstoff in den Spalten zwischen den Graphitblöcken. Die Steuerstäbe enthalten Borcarbid (B4C) und können teils von oben, teils von unten in den Reaktorkern eingefahren werden. Zur Leistungsregelung im Betrieb werden die von oben eintauchenden Steuerstäbe genutzt; die von unten einfahrbaren Stäbe dienen zur Einstellung einer gleichmäßigen Leistungsverteilung im Reaktorkern. Die Steuerstäbe werden im Normalfall über Neutronendetektoren des automatischen Steuersystems im Reaktorkern gesteuert. Der Reaktor hat zwei getrennte Kühlsysteme mit jeweils vier Pumpen, welche jeweils eine Hälfte des Reaktorkerns kühlen. Im Normalbetrieb sind drei Pumpen in Betrieb, während eine weitere Pumpe betriebsbereit als Reserve dient. Falls es zu einer Überhitzung des Kernes kommt oder die Stromversorgung unterbrochen ist, wird ein Kern-Notkühlsystem automatisch gestartet.

### Brennelemente

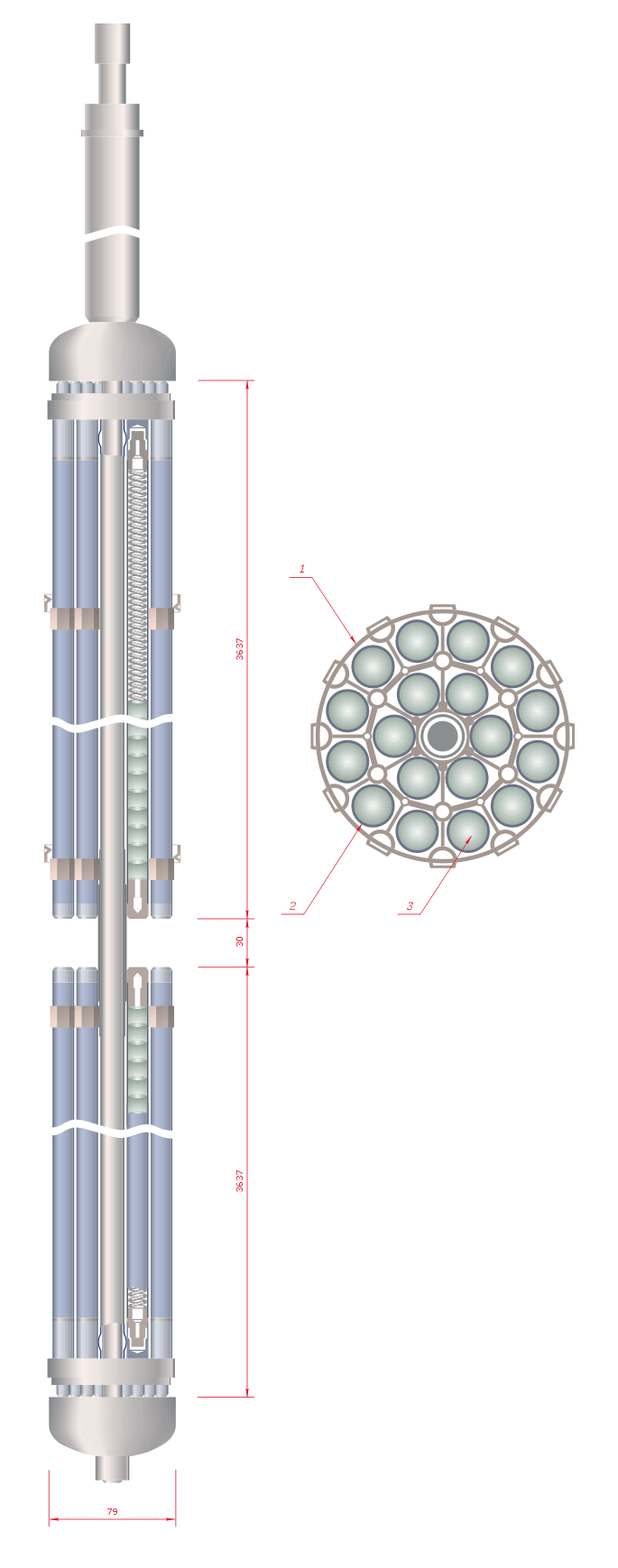
RBMK BE-Bauteil: 1 – Abstandshalter; 2 – Zirkalloy-Hülle; 3 – Brennstofftablette

Der Brennstoff des RBMK bestand anfänglich aus auf 2 % 235U angereichertem Uran. Nach Tschernobyl wurde 2,4 % angereichertes Uran verwendet, später 2,6 % und 2,8 %, da höhere Anreicherungsgrade den Reaktorbetrieb stabiler machen. Seit 1996 wird den Brennstäben der Absorber Erbium(III)-oxid zugesetzt. Zuerst 0,41 %, dann 2001 0,6 %.  Seit 2010 werden in der Mitte der Brennstäbe 0,8 % und oben sowie unten in den Brennstäben 0,4 % Erbium integriert. Das senkt den Dampfblasenkoeffizienten praktisch auf Null, was sicherheitstechnisch als bedeutender Fortschritt angesehen wird, denn dann ändern Dampfblasen im Kühlmittel die Wärmeleistung des Kernreaktors nicht. Der Brennstoff liegt in Form von kleinen Brennstofftabletten aus gesintertem Urandioxid mit einem axial-mittigen Loch vor. Sie sind in Stäben aus Zirkalloy von 13,6 mm Durchmesser und 3,65 m Länge untergebracht. Ein Brennelement besteht aus zwei Bauteilen mit je 18 Stäben, die zylindrisch angeordnet sind. Jeweils zwei der BE-Bauteile befinden sich übereinander in der über sieben Meter langen Druckröhre. Ausgetauscht werden können sie bei laufendem Reaktorbetrieb, da jede einzelne Druckröhre durch Ventile vom Wasserkreislauf getrennt werden kann. Ein Brennelement enthält 114,7 kg Uran; der gesamte Reaktor beinhaltet bis zu 192 Tonnen, wenn alle Kanäle besetzt sind.

### Steuerstäbe
RBMK-Steuerstäbe haben unterhalb des Absorbermaterials einen Verdrängungskörper aus Graphit, auch als „Graphitspitze“ bekannt. Dieses Detail dient zur Verringerung der Xenonvergiftung. Das (unerwünscht) Neutronen absorbierende Xenon-135 entsteht im Reaktorbetrieb durch radioaktiven Zerfall von Spaltprodukten unvermeidlich, wird aber bei konstanter Reaktorleistung wieder durch Neutroneneinfang abgebaut. Das Gleichgewicht von Entstehung und Abbau wird gestört, wenn die Steuerstäbe teilweise eingefahren werden und die Leistung später wieder erhöht werden soll. Der Neutronenfluss und damit der Abbau des Xenon-135 sind dann aufgrund der gedrosselten Leistung verringert, aber Xenon-135 entsteht zunächst noch unverändert, so dass seine Konzentration vorübergehend ansteigt. Das Graphitbauteil an den Steuerstäben bewirkt nun, dass beim Herausziehen im Bereich des Graphitbauteils weniger Wasser im Kanal ist. Das Graphit absorbiert Neutronen viel schwächer als Wasser. Der Graphitkörper hebt dadurch lokal den Neutronenfluss an, so dass das Xe-135 schneller abgebaut wird und sich nicht unerwünscht anreichert.

Kanal-Schema eines RBMK-Reaktorkerns (Anzahl in Klammern):
#0067CE Neutronendetektor (12)
1. 00B150 Manueller Steuerstab (167)
2. FED800 Kurzer Steuerstab, von unten wirkend (32)
3. DE1700 Automatischer Steuerstab (12)
4. A5B5A4 Brennelement (1661)
Die Nummern auf den Steuerstäben geben die Einfahrtiefe in cm im Moment der Tschernobyl-Explosion an.

Das Leit- und Schutzsystem eines RBMK der zweiten Generation kann 211 Steuerstäbe kontrollieren. Sie sind in ausgewählte Kanäle eingelassen, die an einen speziellen Kühlkreislauf angeschlossen sind. Sie werden in vier Klassen gegliedert:
- manuelle Steuerstäbe zur Steuerung des radialen Neutronenflusses
- kurze Steuerstäbe zur Steuerung des axialen Neutronenflusses, die von unten eingefahren werden
- automatische Steuerstäbe, die von der Leittechnik geregelt werden
- Notfall-Steuerstäbe.

Die Steuerstäbe bestehen aus Borcarbid-Elementen von je 967,5 mm Länge. Die kurzen Steuerstäbe bestehen aus dreien solcher Elemente, insgesamt haben sie eine Länge von 3,05 m. Die anderen Stabtypen bestehen aus fünf Elementen und sind 5,12 m lang. Bis auf die Automatik-Steuerstäbe sind alle Steuerstäbe mit den oben beschriebenen Graphit-Verdrängungskörpern ausgestattet.

### Reaktorschutzsysteme
Auf der Internetseite des Kernkraftwerks Leningrad (Leningrad Nuclear Power Plant, LNPP) werden mehrere automatische Sicherheitssysteme für die dortigen RBMK-Reaktoren aufgezählt. Die Beschreibung ist allerdings allgemein gehalten und enthält keine Angaben über die Art der verwendeten Messeinrichtungen, Redundanz und Möglichkeiten oder Bedarf an menschlichem Eingreifen.

### Confinement
Ein Containment, also eine druckdichte Sicherheitshülle um den Reaktor und radioaktive Nebenaggregate, haben RBMK-Reaktoren nicht. Das Confinement von Leichtwasserreaktoren ist lediglich ein Schutzsystem, das radioaktive Materialien, wie austretendes Kühlwasser, im Falle einer gebrochenen Rohrleitung, davon abhalten soll, aus einer gesicherten Zone zu entweichen. Alle RBMK ab der zweiten Generation wurden nach der Tschernobylkatastrophe mit einem teilweisen Confinement nachgerüstet.
Zum Strahlenschutz umgeben den Reaktor dicke Stahlbetonwände  zur Abschirmung und mehrere Hohlräume, die als Confinement vorgesehen sind. Der Stahlbehälter, in dem sich der Reaktorkern befindet, ist oben durch einen Stahldeckel abgedeckt (Upper Biological Shield (UBS) oder Schema E) und wiegt verschiedenen Quellen nach zwischen 500 und 1.000 Tonnen. Dieser Deckel besteht aus zwei Stahlplatten, die mit einer Beton-Serpentinit Mischung aufgefüllt sind. Daraus ergibt sich ein Gewicht um die 2.000 Tonnen. Der Stahldeckel ist von Kanälen und Röhren durchzogen, die das erhitzte Wasser zu den Dampfabscheidern führen und die einen Austausch der Kernbrennstäbe erlauben. Die Dampfabscheider haben jeweils eine eigene Strahlenabschirmung.

## Technische Daten
| Technische Daten                   | RBMK-1000              | RBMK-1500              | RBMKP-2400                     |
| ---------------------------------- | ---------------------- | ---------------------- | ------------------------------ |
| Thermische Leistung                | 3200 MWth              | 4800 MWth              | 6500 MWth                      |
| Elektrische Leistung               | 1000 MW                | 1500 MW                | 2400 MW                        |
| Kühlmitteldruck                    | 6,9 bis 6,2 MPa        | 7,5 bis 7,0 MPa        | –                              |
| Kühlmitteldurchsatz                | 37.440 t/h             | –                      | 39.300 t/h                     |
| Kühlmitteltemperatur               | 284 °C                 | 277 bis 290 °C         | –                              |
| Dampfproduktionskapazität          | 5.600 t/h              | –                      | 8.580 t/h                      |
| Brennstoff-Anreicherung            | 2,0 % bis 2,4 %        | 2,0 %                  | 1,8 % bis 2,3 %                |
| Anzahl der Brennelemente           | 1.550 bis 1.580        | –                      | –                              |
| Anzahl Druckröhren                 | 1661 bis 1693          | 1661                   | 1920 (960 zum Dampfüberhitzen) |
| Anzahl der Steuerstäbe             | 191 bis 211            | 235                    | –                              |
| Höhe des Reaktors                  | 7 Meter                | 7 Meter                | 7 Meter                        |
| Größe der Grundfläche des Reaktors | Durchmesser 11,8 Meter | Durchmesser 11,8 Meter | 7,5 × 27 Meter                 |

## Vor- und Nachteile
Die RBMK-Linie weist im Vergleich zu anderen Reaktortypen einige Besonderheiten auf.

### Vorteile
- Die Anlagen können in Modulbauweise errichtet werden.
  - Es gibt keine großen Schmiedestücke wie einen Druckbehälter.
  - Dies macht den Bau weniger abhängig von lokalen Gegebenheiten und der vorhandenen Infrastruktur.
  - Indem man der Konstruktion weitere kompatible Elemente hinzufügt, besteht die Möglichkeit, die Gesamtleistung zu erhöhen bis hin zu Reaktorleistungen, die  (bei RBMK-1500 und 2400) höher sind als bei westlichen Kernreaktoren.[20]
- Graphit als Moderator erlaubt es, Spaltstoffe zu verwenden, die man in leichtwassermoderierten Reaktoren nicht einsetzen kann.
- Der Wechsel von Brennelementen ist während des Betriebes möglich, der Reaktor muss dazu nicht abgeschaltet werden.[21]
  - Eine jährliche längere Betriebspause zum Umbeladen des Reaktorkerns kann dadurch entfallen.
  - Der Reaktor muss auch nicht mit einem Brennstoffvorrat für z. B. ein ganzes Betriebsjahr beladen werden; dies ist ein Sicherheitsvorteil.
  - Der laufende Brennelementwechsel ermöglicht die Gewinnung von Waffenplutonium mit niedrigem 240Pu-Gehalt.
  - Die Auslastung und Verfügbarkeit war dadurch über dem Durchschnitt anderer Reaktoren in der Sowjetunion. Insofern sollen sich die Anlagen im praktischen Betrieb bewährt haben.

### Nachteile
- Eine Störung der Kühlung kann zum Anstieg der Wärmeleistung führen.[22] Ursache dafür ist der positive Dampfblasenkoeffizient dieses Reaktortyps, d. h. der Reaktor erzeugt bei Kühlmittelverlust mehr Wärme. Dies ist ein grundsätzliches Defizit des Reaktordesigns – zumindest ohne die oben erwähnte Erbiumoxid-Zugabe in den Brennelementen.[21]
- RBMK haben einen deutlich erhöhten Inspektionsbedarf durch die Verwendung von Druckröhren, die viele Schweißverbindungen besitzen.[23]
- RBMK setzen während des Normalbetriebs, verglichen mit anderen Konstruktionen, wesentlich mehr Radioaktivität frei. Die Emissionen führen zu Äquivalentdosen von bis zu 2,0 mSv pro Jahr.[24] Zum Vergleich: Ein durchschnittliches westliches Kernkraftwerk verursacht pro Jahr Dosen von 0,001 mSv bis 0,01 mSv in der Umgebung.[25] Die Strahlenexposition aus natürlichen Quellen beträgt im Schnitt 2,4 mSv pro Jahr. Bei einer Computertomographie beträgt die Strahlendosis 2 mSv bis 10 mSv.[26]
- Der Reaktor hat kein Containment,[22] sondern stattdessen ein sogenanntes Confinement (siehe oben).[11] Die Anlage wird durch Verknüpfung von mehreren Systemen, vor allem des Notkühlsystems, komplexer und störanfälliger. Zudem sind viele Sicherheitssysteme beim RBMK nicht oder mit zu geringer Redundanz vorhanden.[22]
- Der Reaktor enthält viel Graphit. Graphit ist brennbar und bildet bei Kontakt mit Wasserdampf bei Temperaturen über 900 °C brennbare Gase.
- Es fehlt ein echtes Schnellabschaltsystem, da die Steuerstäbe im Ernstfall 19 Sekunden brauchen, um vom voll ausgefahrenen zum voll eingefahrenen Zustand zu gelangen und damit die nukleare Kettenreaktion zu unterdrücken, in dieser Zeit kann es bei einem überkritischen Reaktor aufgrund der sehr schnell steigenden Temperatur zu einer Kernschmelze kommen. Der entstehende Wasserstoff kann zu einer Explosion des Reaktors führen.[27]
- Zu den Grundlagen des sowjetischen Reaktorbaus gehörte es, dem menschlichen Operator mehr Kompetenzen zuzuweisen als der automatischen Steuerung, obwohl diese in der Regel weniger Fehler macht.
- Die große Abmessung des Reaktors begünstigt eine inhomogene Leistungsverteilung. Dies stellt besondere Anforderungen an die Regelung, insbesondere bei niedriger Leistung.
- Die Steuerstäbe werden elektrisch bewegt, was bei einem Stromausfall schwerwiegende Folgen haben kann.
- An den Spitzen der Steuerstäbe befinden sich Verdrängungskörper aus Graphit, was beim Einfahren vollausgefahrener Steuerstäbe in die Wasserkanäle die Reaktivität steigert.[28]
- Es gibt bisher keine Lösung für den Rückbau und die Endlagerung des radioaktiven Graphitkerns.[29]

## Verbesserung der Anlagen

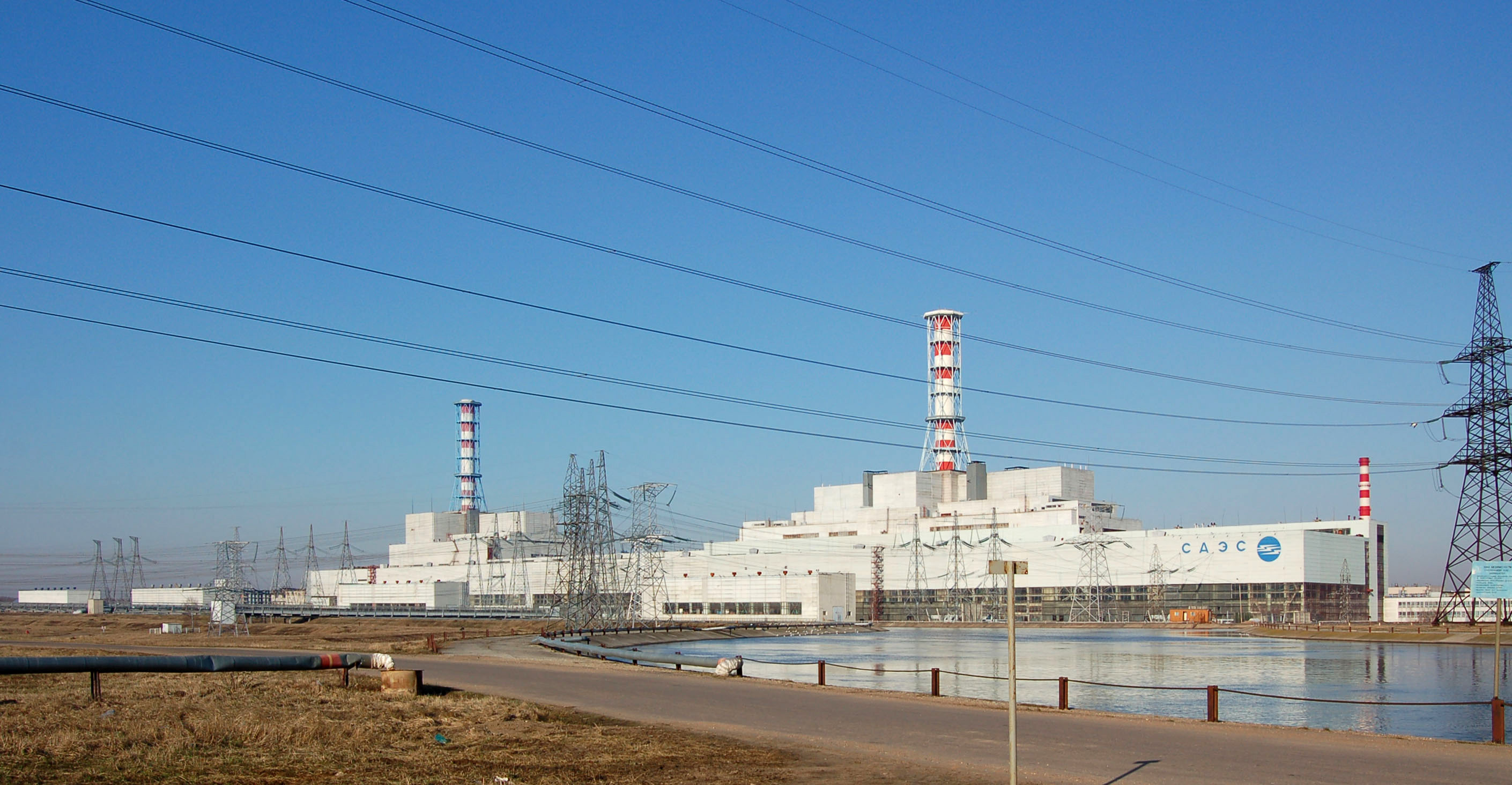
Kernkraftwerk Smolensk mit drei RBMK-1000

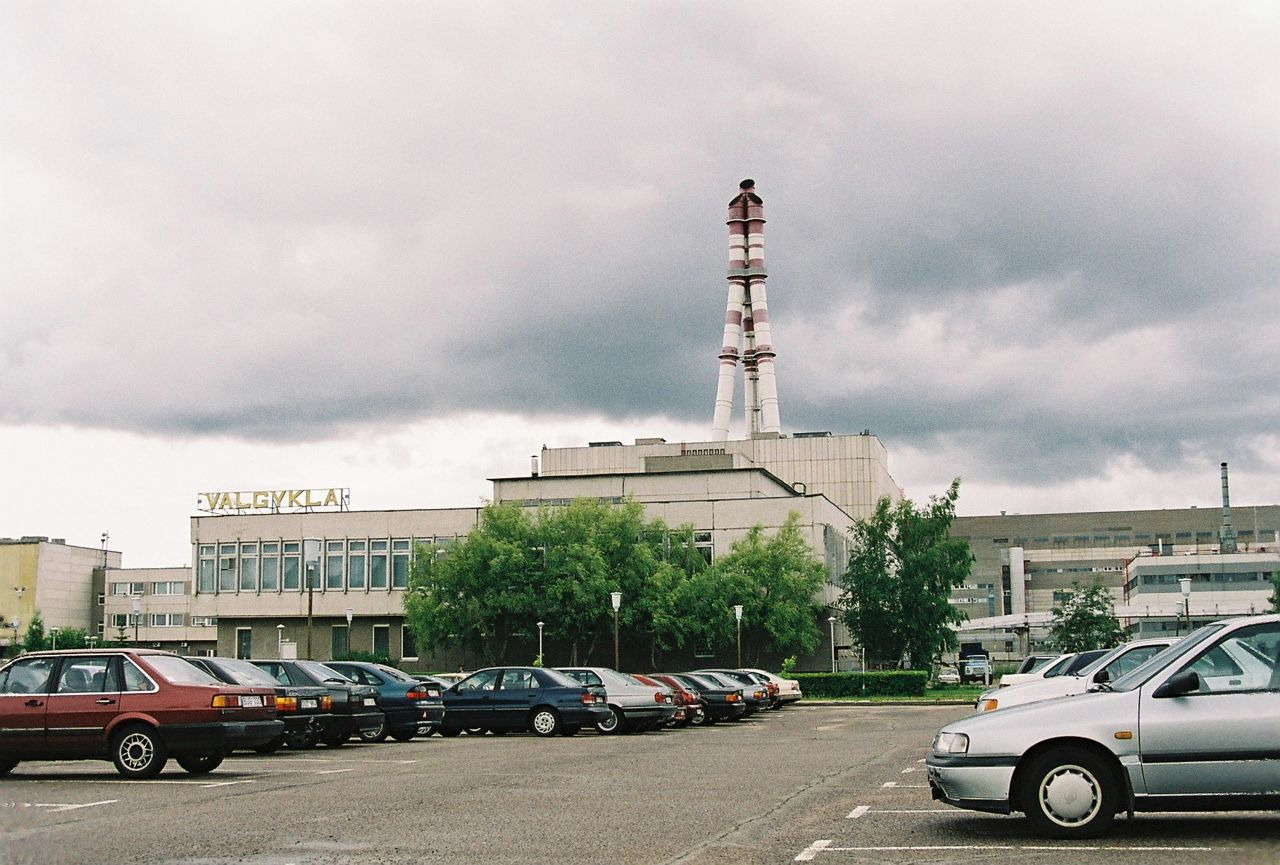
Block 1 des Kernkraftwerks Ignalina

Nach dem Unfall in Tschernobyl wurden bei zahlreichen RBMK-Reaktoren Verbesserungen durchgeführt, um eine Wiederholung der nuklearen Leistungsexkursion unwahrscheinlicher zu machen. Unter anderem wurde die Betriebsweise so geändert, dass statt einer betrieblichen Reaktivitätsreserve von 30 Steuerstabäquivalenten nunmehr mindestens 45 Stäbe eingefahren sein müssen. Dies wurde erreicht, indem Uran mit einer höheren Brennstoffanreicherung von 2,4 % statt 2,0 % verwendet wird und dies mit dauerhaft installierten Absorberstäben, die nicht bewegbar sind, in 80 Druckröhren kompensiert wird. In manchen RBMK wird sogar auf 2,8 % angereichertes Uran verwendet. Grund dafür ist, dass die Nebenproduktion von anderen Stoffen während des Spaltprozesses so eine erhöhte Neutronenabsorption bewirken soll. Dies macht die Reaktivität weniger abhängig vom Dampfgehalt des Kühlwassers. Nur diese Sofort-Veränderungen senkten den Dampfblasenkoeffizient des RBMK von +4,5 % beta auf +0,7 % beta, damit ein unerwünschter Anstieg der Zahl an weitere Spaltungen erzeugenden Neutronen leichter unterbunden werden kann.
Insgesamt hatten 179 der 211 Steuerstäbe an der Einfahrseite des Reaktors Graphitspitzen, welche das Kühlwasser verdrängten. Die Ausfahrweite der Stäbe wurde als Vorabmaßnahme beschränkt, so dass sie immer mindestens 1,2 m in den Reaktorkern hineinragen und damit der Verdrängungskörper unterhalb des Absorbermaterials den unteren Reaktorbereich abdeckt, so dass im Reaktorkern beim Einfahren kein Wasser mehr durch Graphit ersetzt wird. Später wurden die Steuerstäbe durch solche mit längerer Haltestange zwischen Absorber und Graphitkörper ersetzt, so dass der Verdrängungskörper bei voll herausgefahrenem Steuerstab tiefer hängt und kein Reaktivitätszuwachs beim Einfahren durch Verdrängen von Wasser möglich ist.
Die Dynamik der Leittechnik des Reaktors wurde ebenfalls verbessert, indem die Antriebe der Steuerstäbe ausgetauscht wurden. Somit konnte die Zeit, die vergeht, bis die Steuerstäbe im Rahmen einer Notabschaltung vollständig in den Reaktorkern gefahren sind, von 18 auf 12 Sekunden reduziert werden. Um die Wirkung der Stäbe zu verbessern, wurden neue Stäbe aus Borcarbid eingebaut. Außerdem wurde ein Schnellabschaltsystem installiert, das 24 Notfallstäbe nicht mehr in wassergefüllte Druckröhren einfahren lässt, sondern in gasgefüllte Röhren. Zur Kühlung werden diese Kanäle mit einem dünnen Wasserfilm benetzt. Mit dieser neuen Mechanik dauert es weniger als 2,5 s, um die Reaktivität um 2β zu verringern.
1995 wurde der Block 1 des Kernkraftwerk Tschernobyl heruntergefahren, um größere Wartungen durchzuführen. Aus dem Reaktorkern wurden dabei einige Druckröhren entfernt, um diese auf Materialstärke wie auch Verschleiß zu untersuchen. Die Überprüfung zeigte, dass die Röhren spröde und verschlissen waren. Um diese Alterungseffekte zu verringern, wurde ein neuer Typ von Druckröhren entwickelt. Diese auszutauschen gehört zu den langfristigen Projekten, unter anderem in Smolensk 3, wie auch das Ersetzen von alten Ventilen, der Einsatz von neuen Sicherheitsventilen und die Verbesserung des vorhandenen Kernnotkühlsystems. Um die Strahlungsabschirmung zu optimieren, werden Verbesserungen des Reaktorgebäudes erwogen.

## Weiterentwicklung
Der RBMKP-2000 wie auch der RBMKP-2400 sind Weiterentwicklungen des RBMK mit einer elektrischen Leistung über 2000 MW, die in den 1970er Jahren entwickelt wurden. Jedoch wurde der Entwurf nicht vollendet. In den 1980er Jahren waren Pläne über einen eventuellen Bau eines RBMK-2400 im Gespräch.
Eine bislang noch nicht eingesetzte Weiterentwicklung des RBMK ist der MKER. Dieser Typ basiert auf dem gleichen Grundprinzip, hat jedoch ein verbessertes Sicherheitssystem und wird von einem Containment umschlossen. Mit den bereits entwickelten Sicherheits- und Computersystemen können RBMK-Reaktoren nachgerüstet werden. Dies wurde zur Erhöhung des Sicherheitsstandards bei allen RBMK-Reaktoren in Russland durchgeführt. Die Aufrüstung soll aber nicht nur die Sicherheitsstandards erhöhen, sondern auch die Betriebszeit bestehender RBMK-Anlagen verlängern. Die Aufrüstung lässt eine Gesamtlaufzeit von 45 Jahren zu. Im Jahr 2006 erwog Rosatom, die Aufrüstung aller RBMK-Reaktoren in Russland durchzuführen, um bei ihnen eine Verlängerung der Betriebsdauer um 15 Jahre zu erreichen.

## Verwendung in der UdSSR

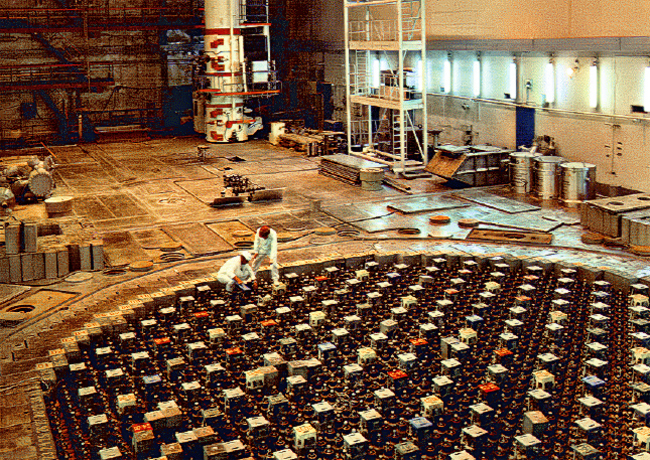
Reaktorhalle des RBMK-1500 im Kernkraftwerk Ignalina (Block 1) von innen mit abgenommenen Abdecksteinen

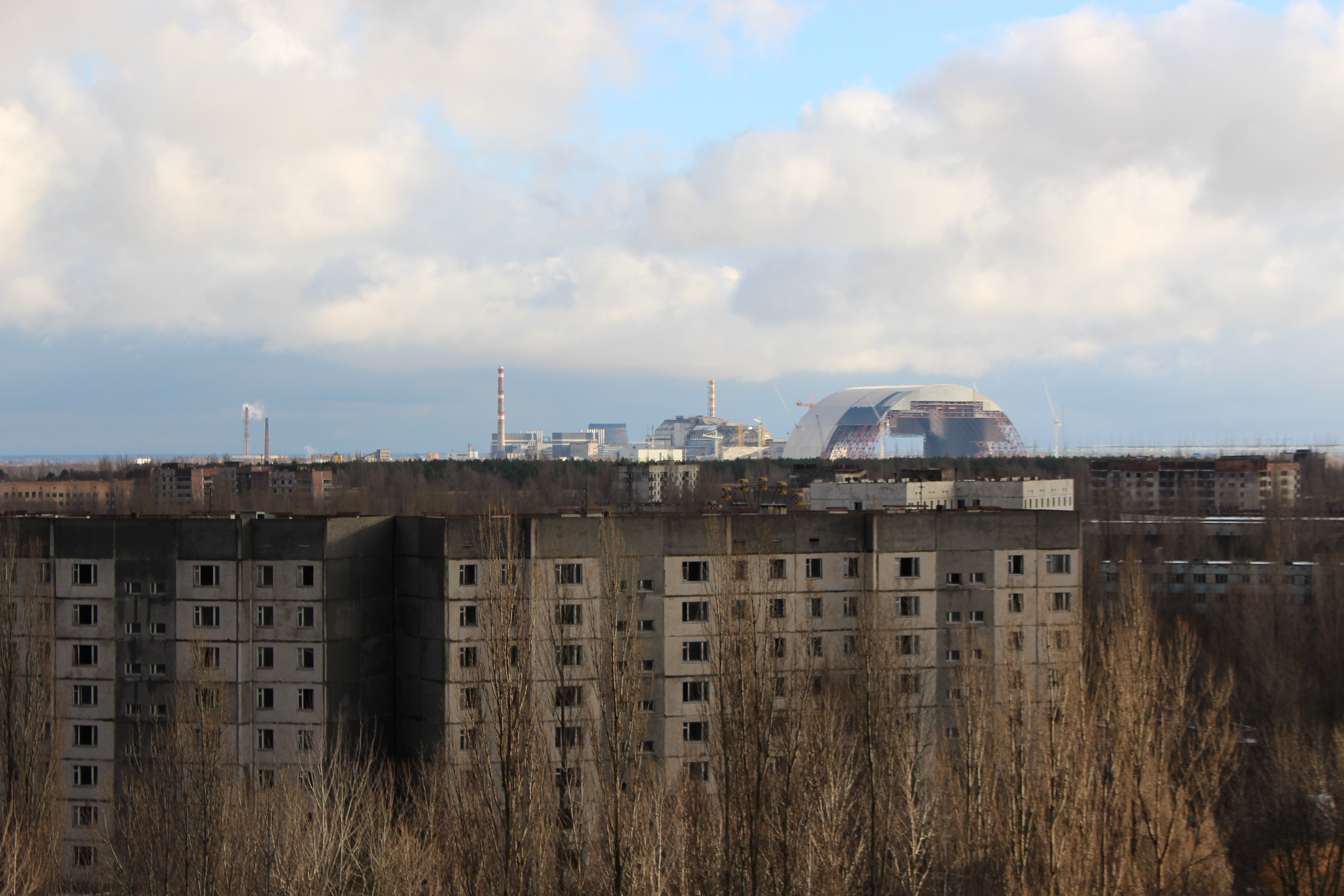
Kernkraftwerk Tschernobyl

Kernkraftwerke des Typs RBMK wurden nur auf dem Gebiet der ehemaligen Sowjetunion errichtet. Ihre Standorte liegen heute in Litauen (Ignalina), Russland (Kursk, Smolensk, Leningrad, Belojarsk) und der Ukraine (Tschernobyl). Noch 1980 wurde in der Oblast Kostroma im heutigen Russland, zehn Kilometer südlich von der Stadt Bui mit dem Bau des Kernkraftwerkes Kostroma mit zwei RBMK-1500-Reaktoren begonnen. Das Projekt wurde jedoch aufgrund von Protesten aufgegeben. Im Jahr 2006 wurde in Russland der Beschluss gefasst, den Bau des RBMK-1000 in Block 5 des Kernkraftwerks Kursk fortzusetzen, diese Entscheidung wurde 2012 zugunsten des Neubaus des Kraftwerks Kursk II vom Typ WWER zurückgenommen und die Bautätigkeit eingestellt.
Verwendet wurden die Reaktoren in der UdSSR, weil sie auch in entlegenen Gebieten errichtet werden konnten (kein großer Druckbehälter nötig) und verhältnismäßig preiswert in kurzer Zeit zu erbauen waren. In der Zeit des Kalten Krieges war auch die Möglichkeit interessant, zugleich mit der Stromerzeugung relativ reines, für Kernwaffen geeignetes Plutonium-239 zu gewinnen, indem man laufend einzelne Brennelemente nach kurzer Verweilzeit auswechselt, ohne den Reaktor abschalten zu müssen. Ob diese Reaktoren auch so genutzt worden sind, ist nicht bekannt.
Es gibt insgesamt drei Generationen von RBMK-Reaktoren. Die Reaktoren der ersten Generation (OPB-72) wurden bis etwa Mitte der 1970er Jahre erbaut. Die zweite Generation trägt den Namen OPB-82 und wurde von den späten 1970er bis in die frühen 1980er Jahre gebaut. Der Name OPB-82 rührt daher, dass der Reaktor den Sicherheitsstandards von 1982 entsprach. Nach der Katastrophe von Tschernobyl wurde die dritte Generation von RBMK-Reaktoren mit dem Namen OPB-88, der den Sicherheitsstandards von 1988 entsprach, entwickelt. Insgesamt gibt es sechs Reaktoren der ersten Generation, von denen drei stillgelegt sind. Außerdem gibt es acht Reaktoren der Generation OPB-82, von denen einer durch den Tschernobyl-Unfall zu Schaden gekommen ist, ein weiterer abgeschaltet und bei zwei Blöcken der Bau eingestellt wurde. Von der Generation OPB-88 gibt es einen fertiggestellten Reaktor. Der Bau dreier weiterer OPB-88 wurde eingestellt.
Die Technik wurde in der UdSSR selbst zum Vorzeigeprojekt der damals neuen Nukleartechnologie der Sowjetunion. Bis 1986 galt das Kernkraftwerk Tschernobyl, das größte der Ukraine, mit seinen vier RBMK-1000 als Musteranlage. Sowjetischen Experten zufolge war „die Verlässlichkeit [der RBMK-Kraftwerke] sehr hoch“. Zum Zeitpunkt des Unfalles war Block 4 der neueste Reaktor am Standort, und mit ihm wies das Kraftwerk eine Leistung von 4 GW auf. Der Ausbau auf 6 GW war 1986 schon im Gange. Das Kernkraftwerk war damit eines der jüngsten in der Sowjetunion. Am 26. April 1986 löste das Ausschalten des Blockes 4 nach einem Versuch, der den Spannungsabfall des Generators 8 vom Block 4 nach dessen Spannungsregler-Umstellung infolge neuer 750-kV-Leitungen erfolgreich überprüfte (sekundäre Sicherheitsrelevanz), einen katastrophalen Unfall aus. Der Versuch war für Freitag, den 25. April 1986, vormittags langfristig geplant mit Auswirkungen auf den internationalen Verbundbetrieb, z. B. Importeinschränkung für die DDR 120 MW. Der wegen Ausfall anderweitiger Kraftwerksleistung dann erforderliche Halblastbetrieb des Reaktors 4 Tschernobyl bis in den nächsten Tag hinein führte zu dessen verhängnisvoller Xenonvergiftung. Nach der Havarie stand der Reaktortyp RBMK wegen Sicherheitsbedenken in der Kritik. Das wurde aber mit dem Bericht von der IAEA (Internationale Atomenergiebehörde) 1991 stark relativiert. Es wurden einige Bauvorhaben beendet und Pläne aufgegeben, aber auch noch Reaktoren in Betrieb genommen (Ignalina 1987, Smolensk 3 1990).